# تمثيل (فنون)

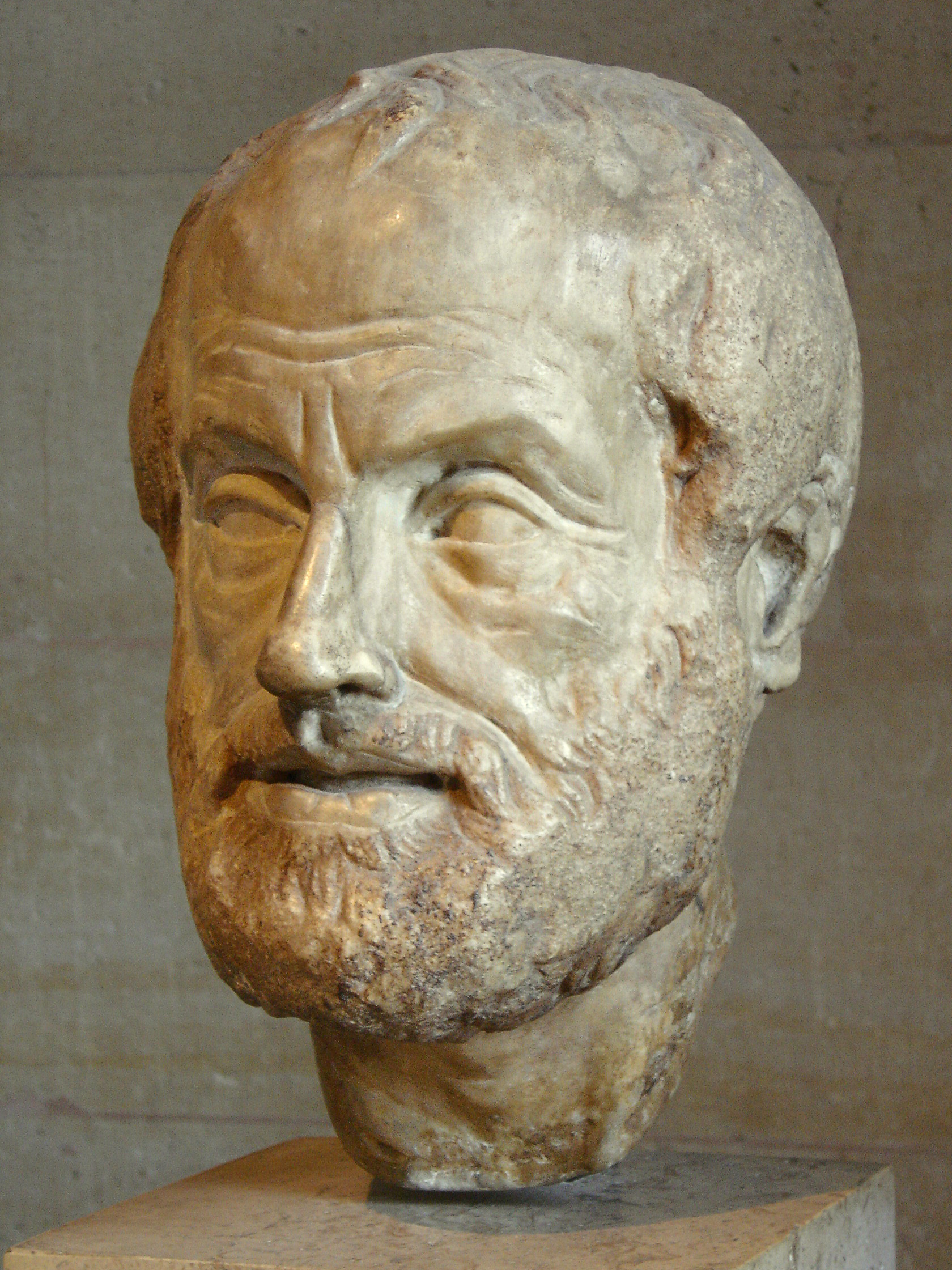
تمثال نصفي لأرسطو، الفيلسوف اليوناني.

التمثيل هو استخدام رموزٍ تحل محل أشياء أخرى. من خلال هذا الفن نستطيع أن نخطط لمستقبل العالم والحياة بشكل عام عبر استحضار صور المواد. ولذلك تُرتب الرموز حتى تشكل بنايات لعلم المعاني وتعبر عن العلاقات.

## تاريخ
منذ العصور القديمة، لعب التمثيل دورًا رئيسيًا في فهم الأدب وعلم الجمال والسيميائية. يعتبر أفلاطون وأرسطو من الشخصيات الرئيسية في النظرية الأدبية المبكرة الذين اعتبروا الأدب مجرد شكل واحد من أشكال التمثيل. على سبيل المثال، اعتبر أرسطو أن كل نمط من أشكال التمثيل، سواء كان لفظيًا أو بصريًا أو موسيقيًا، أمر طبيعي للبشر. لذلك، فإن ما يميز الإنسان عن الحيوانات الأخرى هو قدرته على إنشاء الإشارات والتلاعب بها. اعتبر أرسطو المحاكاة أمرًا طبيعيًا بالنسبة للإنسان، وبالتالي اعتبر التمثيلات ضرورية لتعلم الناس ووجودهم في العالم.
في المقابل، نظر أفلاطون إلى التمثيل بمزيد من الحذر. لقد أدرك أن الأدب هو تمثيل للحياة، لكنه اعتقد أيضًا أن التمثيلات تتدخل بين المشاهد والواقع. هذا يخلق عوالم من الوهم تبعد المرء عن «الأشياء الحقيقية». لذلك اعتقد أفلاطون أن التمثيل يحتاج إلى التحكم فيه ومراقبته بسبب المخاطر المحتملة لتعزيز المشاعر المعادية للمجتمع أو تقليد الشر.
تابع أرسطو ليقول إنه كان بالتأكيد نشاطًا بشريًا. منذ الطفولة، لدى الإنسان غريزة التمثيل، وفي هذا الصدد يختلف الإنسان عن الحيوانات الأخرى في أنه أكثر تقليدًا بكثير ويتعلم دروسه الأولى من خلال تقليد الأشياء. يناقش أرسطو التمثيل بثلاث طرق:-
المفعول به: الرمز الذي يتم تمثيله.
الطريقة: طريقة تمثيل الرمز.
الوسائل: المادة التي تستخدم لتمثيلها.
إن وسيلة التمثيل الأدبي هي اللغة. هناك جزء مهم من التمثيل وهو العلاقة بين المادة وما تمثله. الأسئلة التي تنشأ عن ذلك هي: «قد يمثل الحجر رجلاً ولكن كيف؟ وبماذا وبأي اتفاق يحدث هذا الفهم للتمثيل؟».
لا يدرك المرء الواقع إلا من خلال تمثيلات الواقع، من خلال النصوص والخطابات والصور، لا يوجد شيء مثل الوصول المباشر أو غير الوسيط إلى الواقع. ولكن نظرًا لأنه لا يمكن للمرء أن يرى الواقع إلا من خلال التمثيل، فلا يتبع ذلك أن المرء لا يرى الواقع على الإطلاق... فالواقع دائمًا أكثر شمولاً وتعقيدًا مما يمكن لأي نظام تمثيل أن يفهمه، ونشعر دائمًا أن هذا التمثيل لن يحصل أبدا على الواقع، ولهذا السبب أنتج التاريخ البشري طرقًا كثيرة ومتغيرة لمحاولة الحصول عليه.
وبالتالي، عبر تاريخ الثقافة البشرية، أصبح الناس غير راضين عن قدرة اللغة على التعبير عن الواقع، ونتيجة لذلك طوروا أنماطًا جديدة للتمثيل. من الضروري بناء طرق جديدة لرؤية الواقع، حيث لا يعرف الناس الواقع إلا من خلال التمثيل. من هنا تنشأ النظريات المتناقضة والبديلة والأنماط التمثيلية للتجريد والواقعية والحداثة، على سبيل المثال لا الحصر.

## أفكار معاصرة حول التمثيل
من تحذير أفلاطون أن الكثيرين في العصر الحديث يدركون القضايا السياسية والأيديولوجية وتأثيرات التمثيلات. من المستحيل فصل التمثيلات عن الثقافة والمجتمع الذي ينتجها. في العالم المعاصر، توجد قيود على الموضوع، مما يحد من أنواع العلامات التمثيلية المسموح باستخدامها، وكذلك الحدود التي تحد من جمهور أو مشاهدي تمثيلات معينة. في أنظمة تصنيف الصور المتحركة، تعد الأفلام المصنفة من فئة «إم» و«آر» مثالًا على هذه القيود، وتسلط الضوء أيضًا على محاولة المجتمع لتقييد التمثيلات وتعديلها للترويج لمجموعة معينة من الأيديولوجيات والقيم. على الرغم من هذه القيود، لا تزال التمثيلات تتمتع بالقدرة على اكتساب حياة خاصة بها مرة واحدة في المجال العام، ولا يمكن إعطاؤها معنى نهائيًا أو ملموسًا حيث ستكون هناك دائمًا فجوة بين النية والإدراك، والأصل والنسخة.
وبالتالي، لكل من التعريفات المذكورة أعلاه توجد عملية اتصال وإرسال الرسائل واستلامها. في مثل هذا النظام من الاتصالات والتمثيلات، لا مفر من أن المشاكل المحتملة قد تنشأ مثل سوء الفهم والأخطاء والأكاذيب. لا يمكن ضمان دقة التمثيلات بأي حال من الأحوال لأنها تعمل في نظام إشارات لا يمكن أبدًا العمل بمعزل عن العلامات أو العوامل الثقافية الأخرى. على سبيل المثال، يتم عمل تفسير وقراءة التمثيلات في سياق مجموعة من القواعد للتفسير، وداخل المجتمع، يتم الاتفاق بشكل غير رسمي على العديد من هذه الرموز أو الاتفاقيات وقد تم إنشاؤها على مدى عدد من السنوات. ومع ذلك، فإن مثل هذه التفاهمات ليست منقوشة على الحجر ويمكن أن تتغير بين الأزمنة والأماكن والشعوب والسياقات. ولكن كيف يحدث هذا «الاتفاق» أو فهم التمثيل؟ اتفق علماء السيميائية بشكل عام على أن العلاقات التمثيلية يمكن تصنيفها إلى ثلاثة عناوين مميزة: أيقونة ورمز وفهرس. على سبيل المثال، ليس للأشياء والأشخاص معنى ثابتًا، ولكن معانيها صاغها البشر في سياق ثقافتهم لأن لديهم القدرة على جعل الأشياء تعني أو تدل على شيء ما. عرض التمثيل بهذه الطريقة يركز على فهم كيفية عمل اللغة وأنظمة إنتاج المعرفة لخلق المعاني وتعميمها. التمثيل هو ببساطة العملية التي يتم فيها بناء هذه المعاني. على غرار ما بعد البنيويين إلى حد كبير، يعتبر هذا النهج للتمثيل أنه شيء أكبر من أي تمثيل واحد. منظور مشابه هو عرض التمثيل كجزء من مجال أكبر، كما يقول ميتشل، «... التمثيل (في الذاكرة، في الأوصاف اللفظية، في الصور) ليس فقط يتوسط معرفتنا (بالعبودية وأشياء أخرى كثيرة)، ولكن يعيق هذه المعرفة ويقطعها وينفيها». ويقترح الابتعاد عن المنظور القائل بأن التمثيلات مجرد كائنات تمثل  نحو التركيز على العلاقات والعمليات التي يتم من خلالها إنتاج التمثيلات وتقييمها وعرضها وتبادلها.